# Ictidomys
Az Ictidomys az emlősök (Mammalia) osztályának a rágcsálók (Rodentia) rendjébe, ezen belül a mókusfélék (Sciuridae) családjába tartozó nem.

## Rendszertani eltérés
A legújabb DNS vizsgálatok alapján, a korábban alnemként kezelt taxonokat nemi rangra emelték. Tehát az Ictidomys alnem tagjai manapság többé nem tartoznak az ürge (Spermophilus) nembe.

## Rendszerezés
A nembe az alábbi 3 faj tartozik:
- mexikói ürge (Ictidomys mexicanus) Erxleben, 1777 – nem fenyegetett
- Ictidomys parvidens Mearns, 1896 - korábban a mexikói ürge alfajának tekintették
- leopárdürge (Ictidomys tridecemlineatus) Mitchill, 1821, más néven: hosszúfarkú sávos ürge vagy tizenháromsávos ürge – nem fenyegetett